# Williams Duchesse
Pour les articles homonymes, voir Williams.
La ‘Williams Duchesse’ est une variété ancienne de poire.
Espèce
Classification phylogénétique

## Origine
D'origine anglaise, elle a été obtenue en 1841 par John Williams, près de Worcester, en Angleterre d'un croisement de Duchesse d'Angoulême et de Glou Morceau (Beurré d'Hardenpont).
C'était la meilleure de plusieurs semis de pépins selon le jardinier, employé de John Williams.
La variété est assez cultivée dans l'Île-de-France.

## Synonymes
- Pitmaston Duchess.
- Williams duchesse.
- Duchesse de Williams.
- Duchesse d'Angoulême de Williams[1].

## Description

### Fruit
Très gros, forme de Williams allongée, assez régulier et il est aussi parfois anguleux en son pourtour, renflé au milieu.
Son épiderme est jaune or au soleil, verdâtre à l'ombre, maculé de fauve autour du pédicelle et souvent vers l'œil.
L'œil est moyen, à sépales dressés et un peu charnus, inséré sur un plateau étroit.
Pédicelle assez fort, de longueur moyenne, implanté droit au sommet du fruit sur une partie légèrement émoussée.
Chair blanche, fine, assez fondante, juteuse, assez sucrée, un peu trop acidulée, peu parfumée. Elle est légèrement teintée de jaune, un peu granuleuse, fondante, beurrée, juteuse, piquante et vineuse. 
Qualité : assez bonne.
Maturité : novembre-décembre.

## Arbre
Culture : cette variété est surtout cultivée en forme naine dans la région parisienne comme fruit d'apparat. L'acidité, parfois trop prononcée, l'a fait un peu négliger en culture. Il y aurait peut être lieu d'essayer la culture sur haute tige en plein vent, ou en buisson nain, ses fruits seraient certainement aussi bien acceptés dans le commerce que la poire Curé.